# 神代植物公園
神代植物公園（じんだいしょくぶつこうえん）は、東京都調布市に都内唯一として開園した都立植物公園。園内には約4,800種類、10万本・株の植物が30ブロックに分かれて植えられ、梅や桜の名所としても知られる。ばら園は、2009年に世界バラ会連合優秀庭園賞（WFRS Award of Garden Excellence）を受賞した。春と秋のバラフェスタ、夜のライトアップやコンサートなどのイベントが催される。

## 沿革
- 1940年（昭和15年）4月、東京緑地計画により、神代緑地として造成が開始される。
- 1961年（昭和36年）10月20日、開園。
- 1984年（昭和59年）10月、大温室が開館。
- 1985年（昭和60年）6月1日、水生植物園が開園。
- 1997年（平成9年）6月1日、水生植物園が追加開園。
- 1999年（平成21年）「都市の森づくりエリア」においての植樹作業から育成管理作業などのとりくみ「22世紀の都市の森づくり」が手づくり郷土賞を受賞。
- 2012年（平成24年）4月28日、植物多様性センターが開園[4]。
- 2016年（平成28年）5月12日、大温室がリニューアルオープン[5]。

## 基本情報

### 開園時間
- 9時30分～17時（入園は16時まで）。大温室と水生植物園は16時半まで。
- 桜の見頃時（3月下旬～4月上旬）・春・秋のバラフェスタ時の土日は、8時から早朝開園されるときもある。

### 休園日
- 毎週月曜日（月曜日が祝日の場合は翌日）、および年末年始（12月29日～1月1日）

### 入園料
- 一般・大人：500円（20名以上の団体：400円、年間パスポート：2,500円）
- 65歳以上：250円（20名以上の団体：200円、年間パスポート：1,250円）
- 中学生：200円（160円）
- 無料対象者：都内在住・在学の中学生、小学生以下、身体障害者手帳・愛の手帳・精神障害者保健福祉手帳または療育手帳持参の方と付添の方
- 無料公開日：みどりの日（5月4日）、都民の日（10月1日）

## 主な施設

### 本園

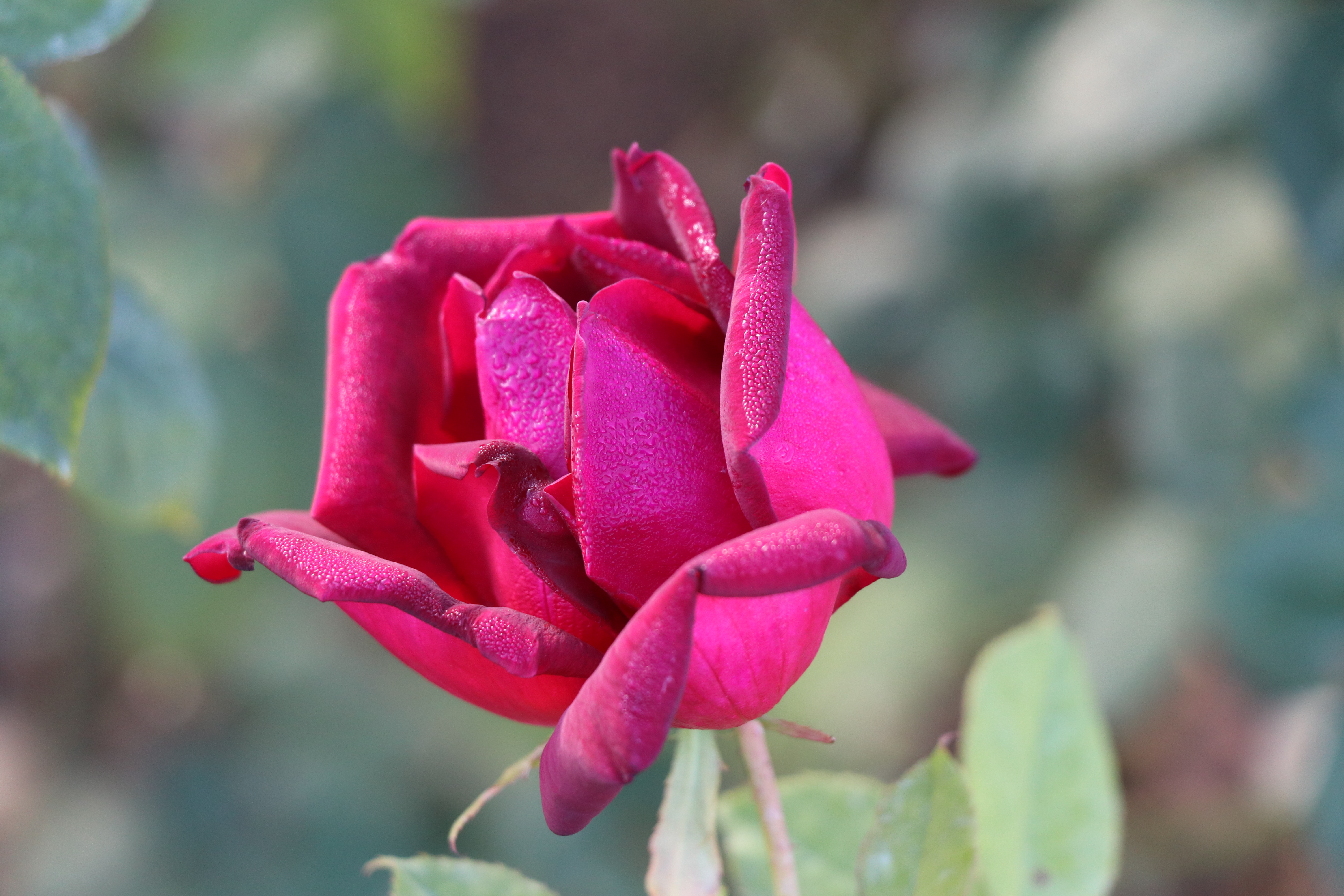
クイーン・オブ・神代

- ばら園：噴水のある沈床庭園（サンクンガーデン）で、当園の名前を冠した「クイーン・オブ・神代」もある本園と、ばらの歴史を辿ることができる野生種・オールドローズ園、そして未発表新品種も見られる国際ばらコンクール花壇の３つの区画がある。春バラが約400品種・5,200本[6]、秋バラは約300品種・5,000本。

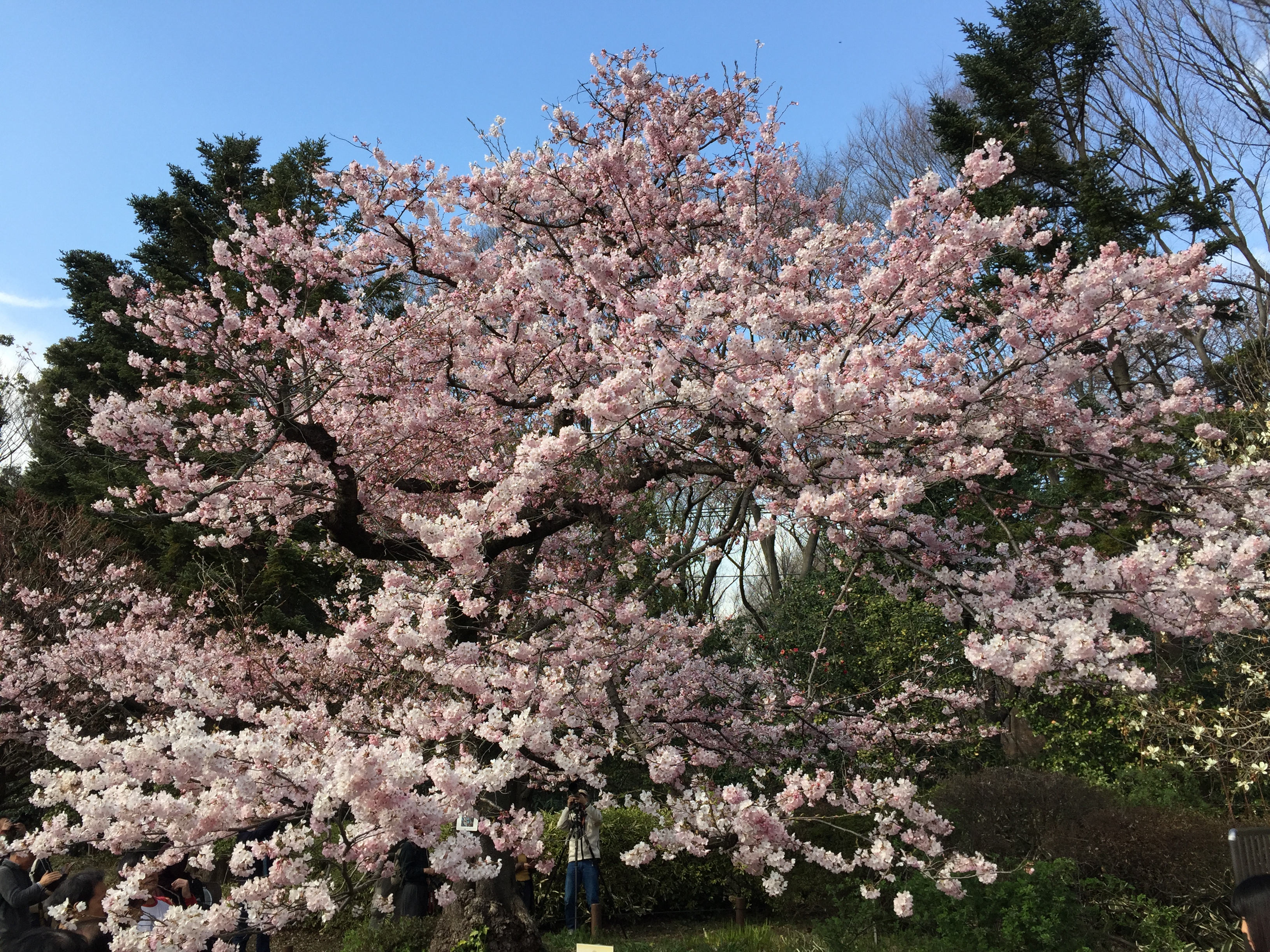
ジンダイアケボノの原木

- さくら園：ジンダイアケボノ（神代曙）の原木、ソメイヨシノ（染井吉野）、ヤエベニシダレ（八重紅枝垂）など、約60品種・750本[7]。
- うめ園：紅冬至（コウトウジ）や八重寒紅（ヤエカンコウ）等の古来からの園芸品種を含め、約70品種・170本[8]。

- つばき・さざんか園：江戸ツバキ、肥後ツバキなど、約250品種・620本[7]。
- つつじ園：江戸時代から戦前までにつくられた園芸品種等のツツジ、サツキあわせて290種・12,000株[9]。

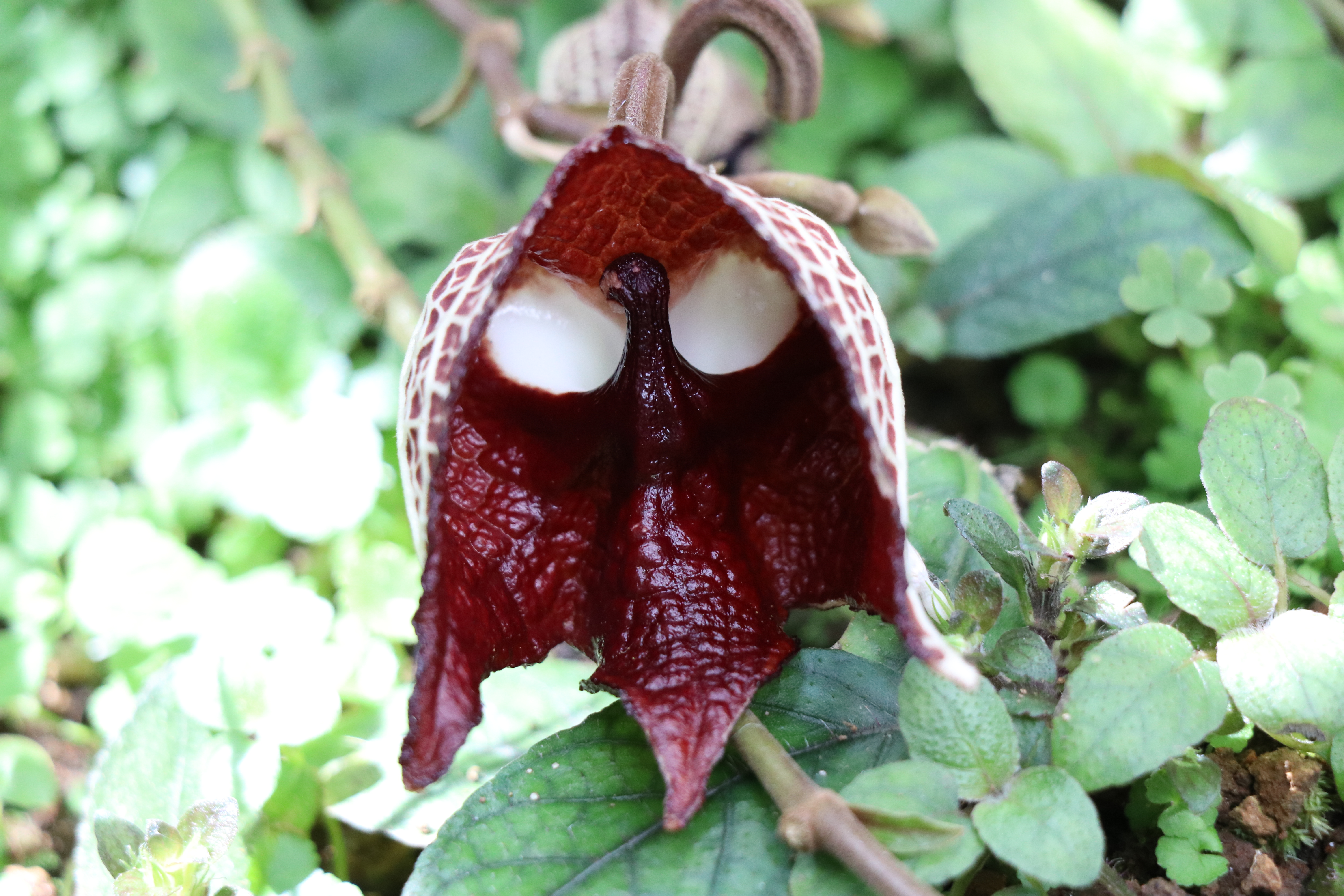
アリストロキア・サルバドレンシス

- 大温室：熱帯花木室、ラン室、ベゴニア室、熱帯スイレン室、小笠原植物室、乾燥地植物室があり、約1,300品種。「ダース・ベイダーに似ている」とニュースになった[10]アリストロキア・サルバドレンシスや、「サルの顔のように見える」とも言われるドラクラ・ギガスなど、珍しい品種も展示されている。
- 自然林：武蔵野の雑木林。
- 芝生広場：パンパスグラスの巨大な株がシンボル。
- 植物会館：展示室・集会室・サービスセンター（管理事務所）。季節にあった展示や特別展示などが行われる。

### 水生植物園（無料区域）
本園から深大寺を挟んで南東、国分寺崖線の直下に位置し、湧水のある谷戸地形を利用して回遊式の水生植物庭園としたもの。なお、谷戸の低湿地に加えて隣接する舌状台地上の「林間散策路」をも擁しており、この部分は「深大寺城趾」として指定された史跡となっている。

### 植物多様性センター（無料区域）
都内の植物多様性の保全を目的にした施設。植物多様性に関する教育・普及、都内絶滅危惧種に関する保護・増殖、情報取集・発信を行っている。本園北側の旧園地を整備して開園され、展示・映像・図書などがある情報館と、3つのゾーン（武蔵野・奥多摩・伊豆諸島）に分割して東京都の主要な植生が再現された学習園がある。

### 自由広場（無料開放区域）
本園の北側、多様性センターの東に立地。芝生広場を囲んで歩道やベンチ、遊具等を配した、いわゆる「公園」然としたエリアで、ここだけはフェンスで囲われていない。敷地の一部は半地下型の調布市総合体育館。建築時の廃土を利用した「お山」は登ることができ、眺めがよい。

## 主なイベント
- 春のバラフェスタ
- 秋のバラフェスタ
- 正月開園
- 梅まつり
- 椿・さくらまつり

このほかにも、特設展示場や大温室において四季折々の展示会が催される。

## 所在地
東京都調布市深大寺元町二・五丁目、深大寺北町一・二丁目、 深大寺南町四丁目

## アクセス

### バス
調布駅、つつじヶ丘駅、三鷹駅、吉祥寺駅から本園の正門・植物多様性センター近くまで直通の路線がある。本園の深大寺門・水生植物園には、隣接する深大寺へ向かう路線を利用すると便利。 JR中央線快速、 JR中央・総武線、 京王井の頭線、 京王線 からアクセスできる。
- 三鷹駅南口 2番乗り場から、小田急バス（鷹56） 「神代植物公園前」下車
- 三鷹駅南口 3番乗り場から、小田急バス（鷹65） 「神代植物公園前」または「深大寺」下車
- 吉祥寺駅南口 4番乗り場から、小田急バス（吉06）「神代植物公園前」下車
- 吉祥寺駅南口 6番乗り場から、小田急バス（吉04・吉05）「神代植物公園前」または小田急バス（吉04）「深大寺」下車
- 調布駅北口 12番乗り場から、小田急バス（鷹56・吉05・吉06）「神代植物公園前」下車
- 調布駅北口 11番乗り場から、京王バス（調34）「神代植物公園」または「深大寺」下車
- つつじヶ丘駅北口から、京王バス（丘21）「神代植物公園」または「深大寺」下車
- 中央自動車道の深大寺バスストップから、徒歩20分程度

### 徒歩
深大寺からは、当園の深大寺門または水生植物園まで数分。鉄道の駅は調布駅が一番近いが、それでも所要時間35分弱は見ておいたほうが良い。

### 車
- 中央自動車道調布インターチェンジから10分
- 第1駐車場（228台収容）[11]と第2駐車場（100台収容）[12]があり、臨時駐車場が開放される場合もある。第1駐車場から利用する場合は、車いすの事前予約が可能。

なお、園内貸出の車椅子・ベビーカーの用意がある。

## ギャラリー

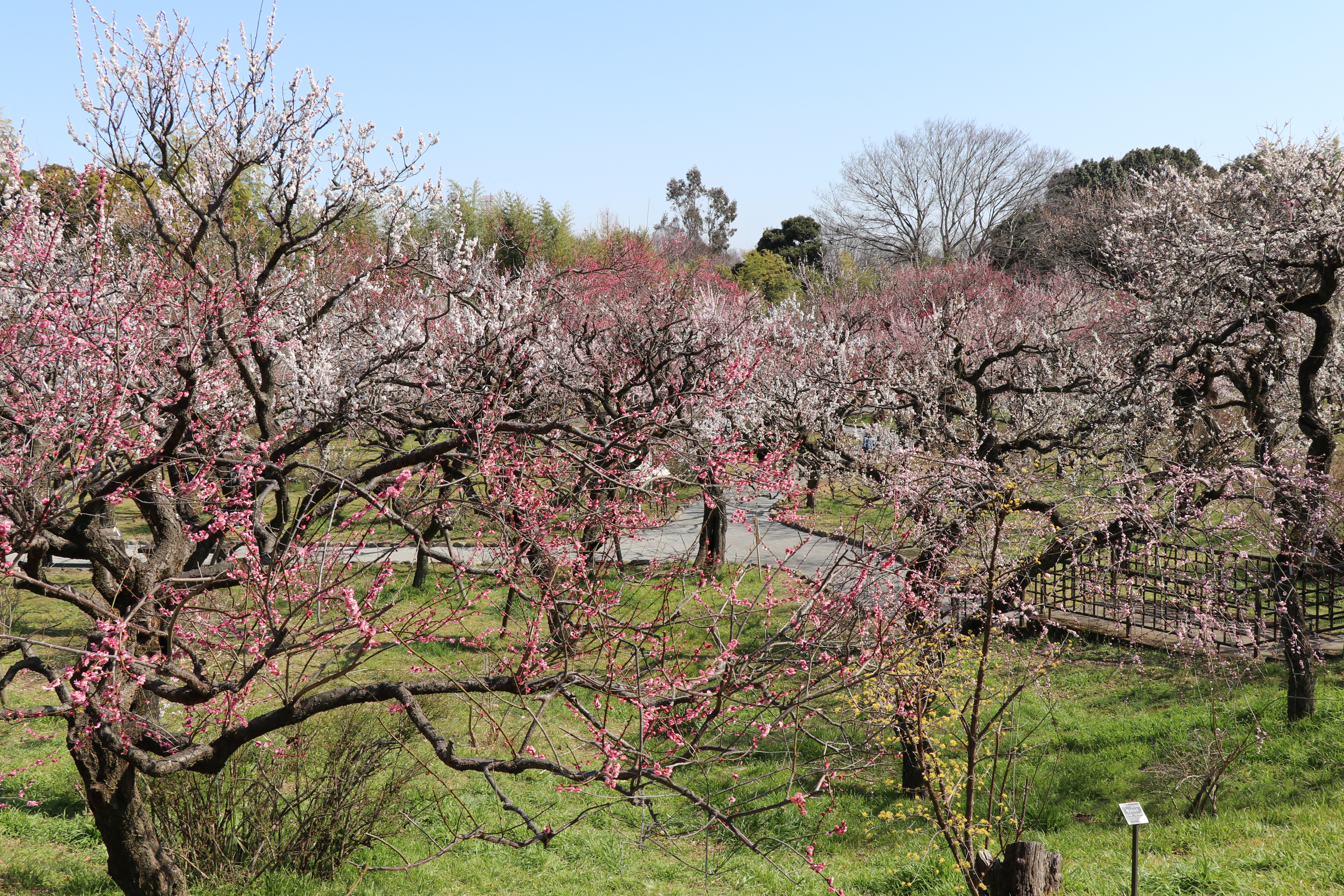
うめ園の入り口から（2020年2月29日撮影）
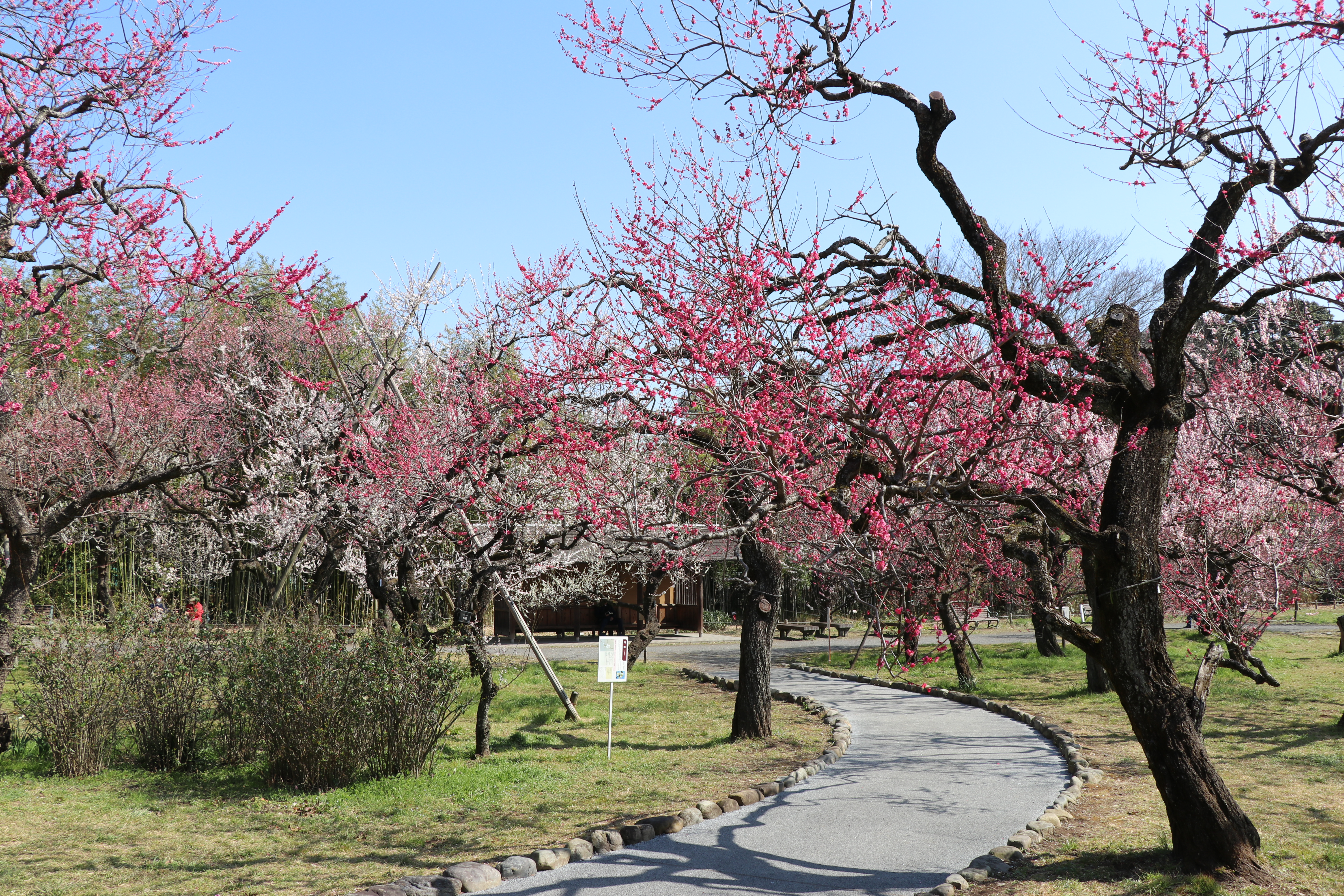
満開のうめ園（2020年2月29日撮影）
公園中央からバラ園を見る（2019年5月26日撮影）
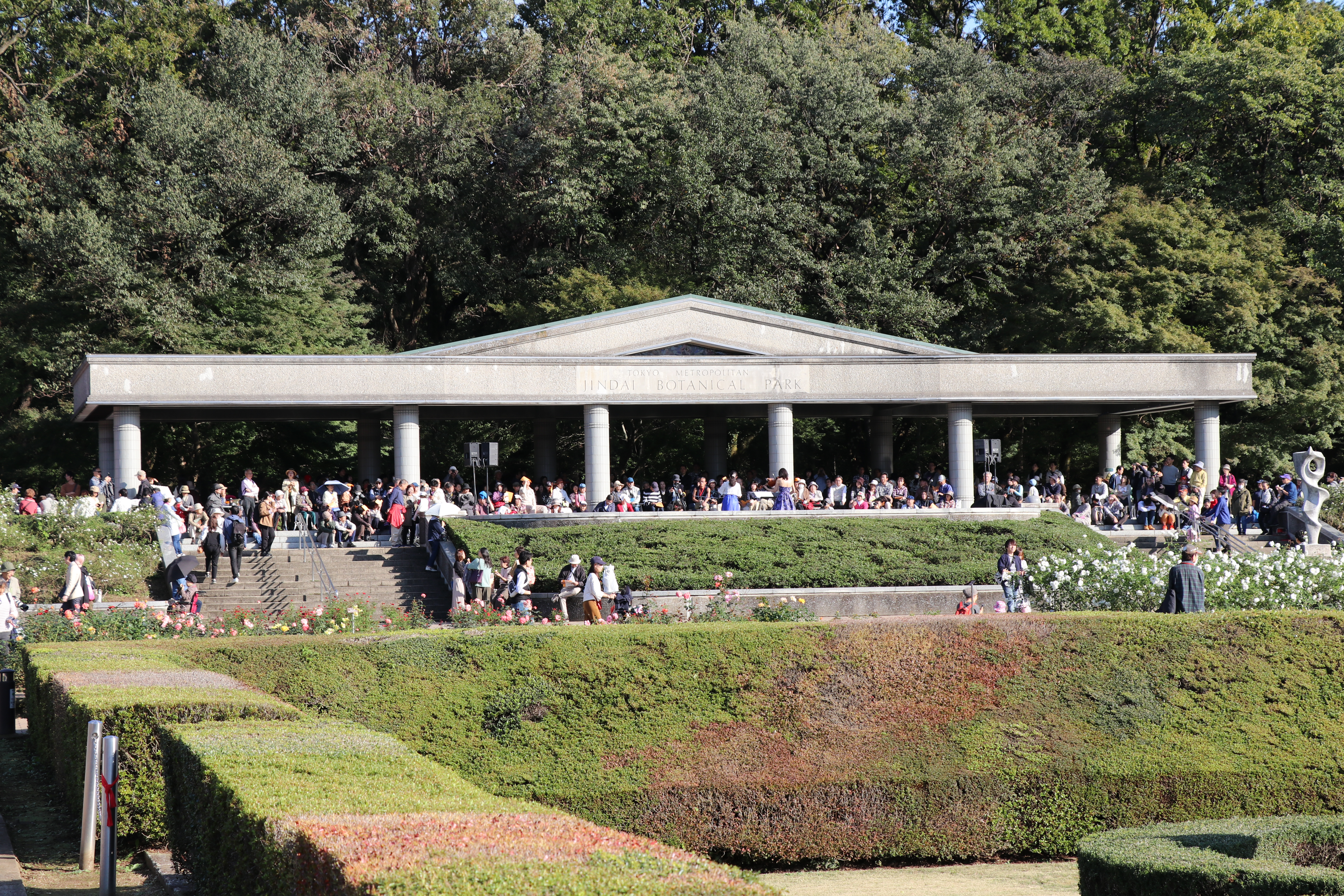
バラ園コンサート（2019年11月4日撮影）
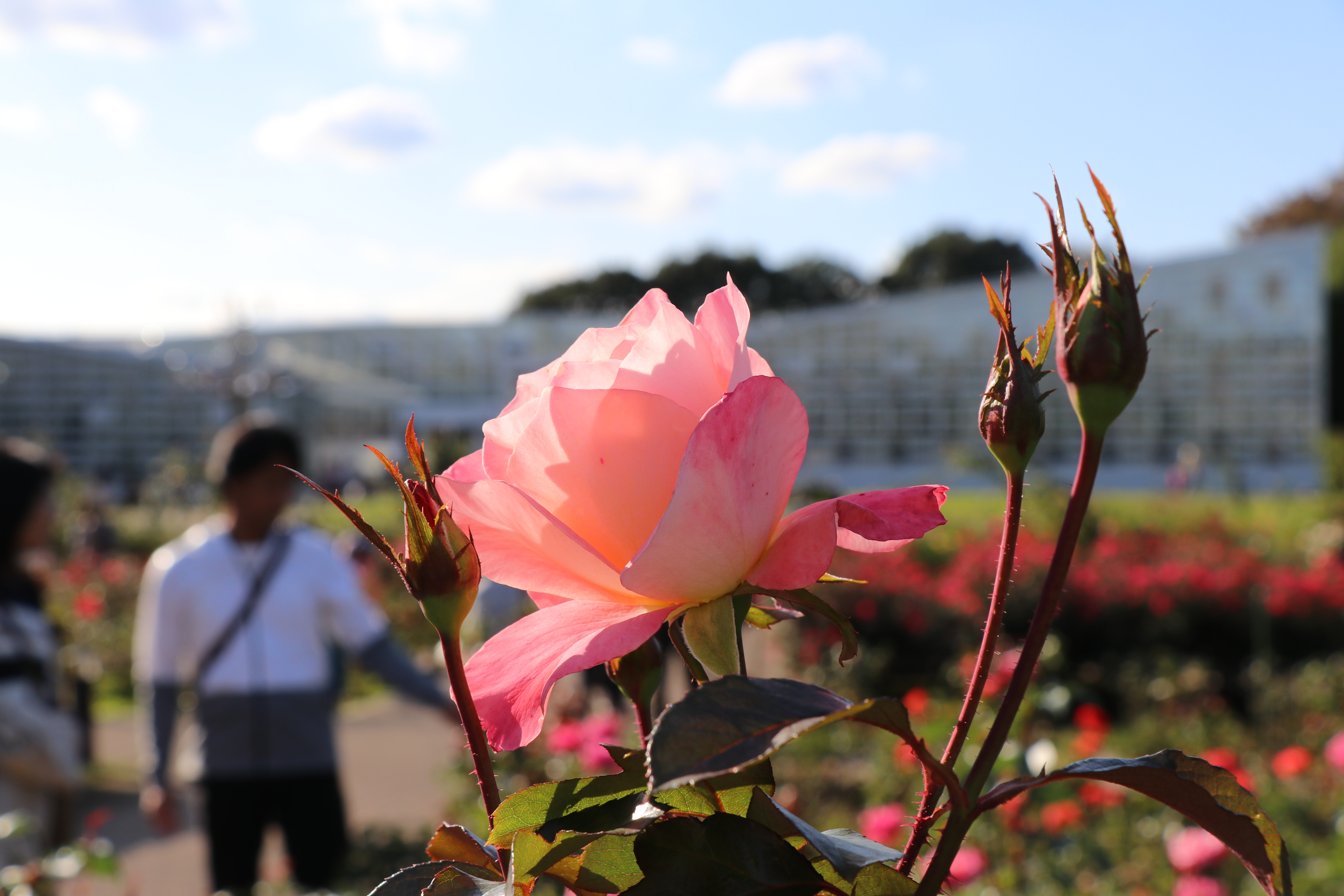
バラ園と大温室（2019年11月4日撮影）
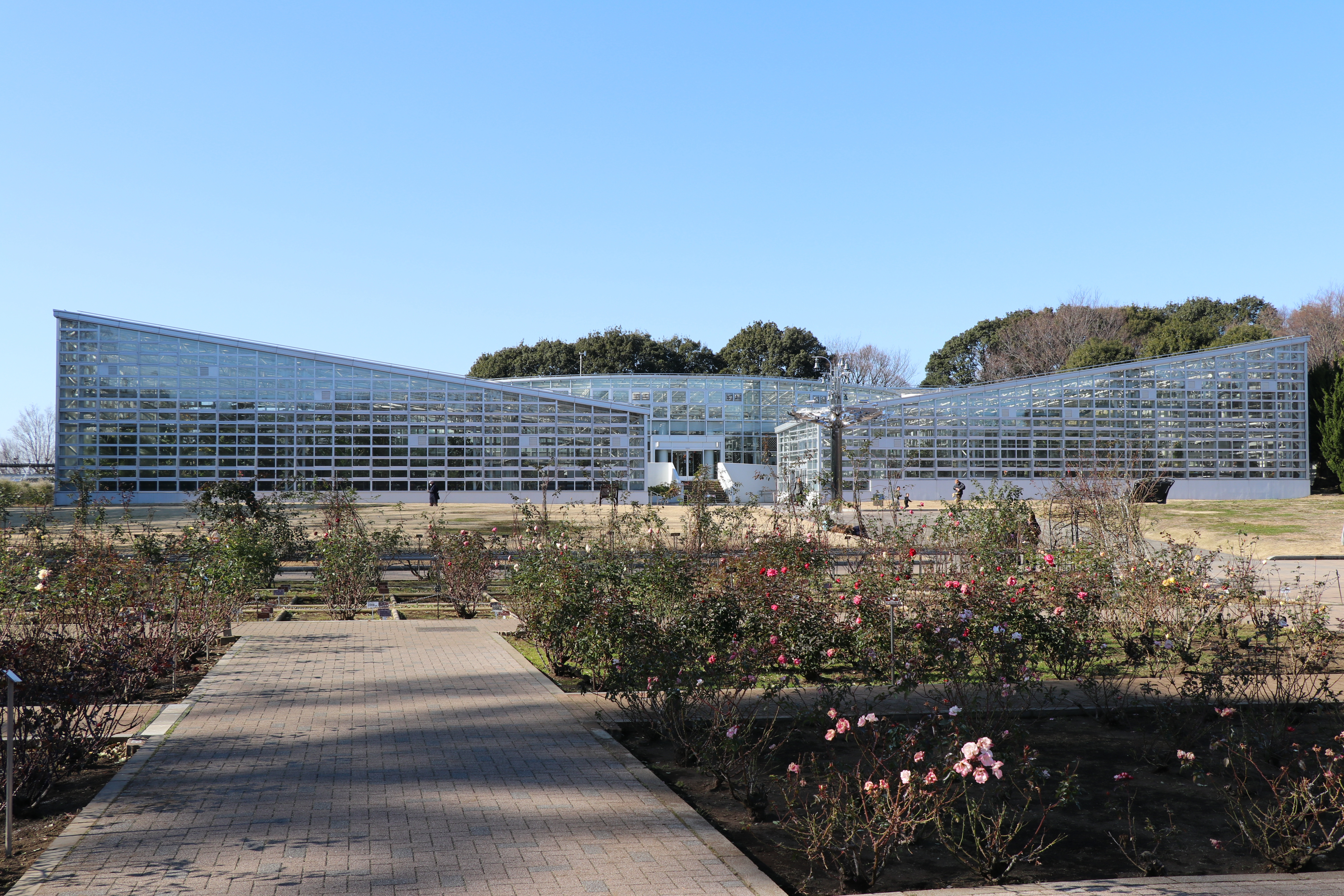
大温室（2020年1月3日撮影）
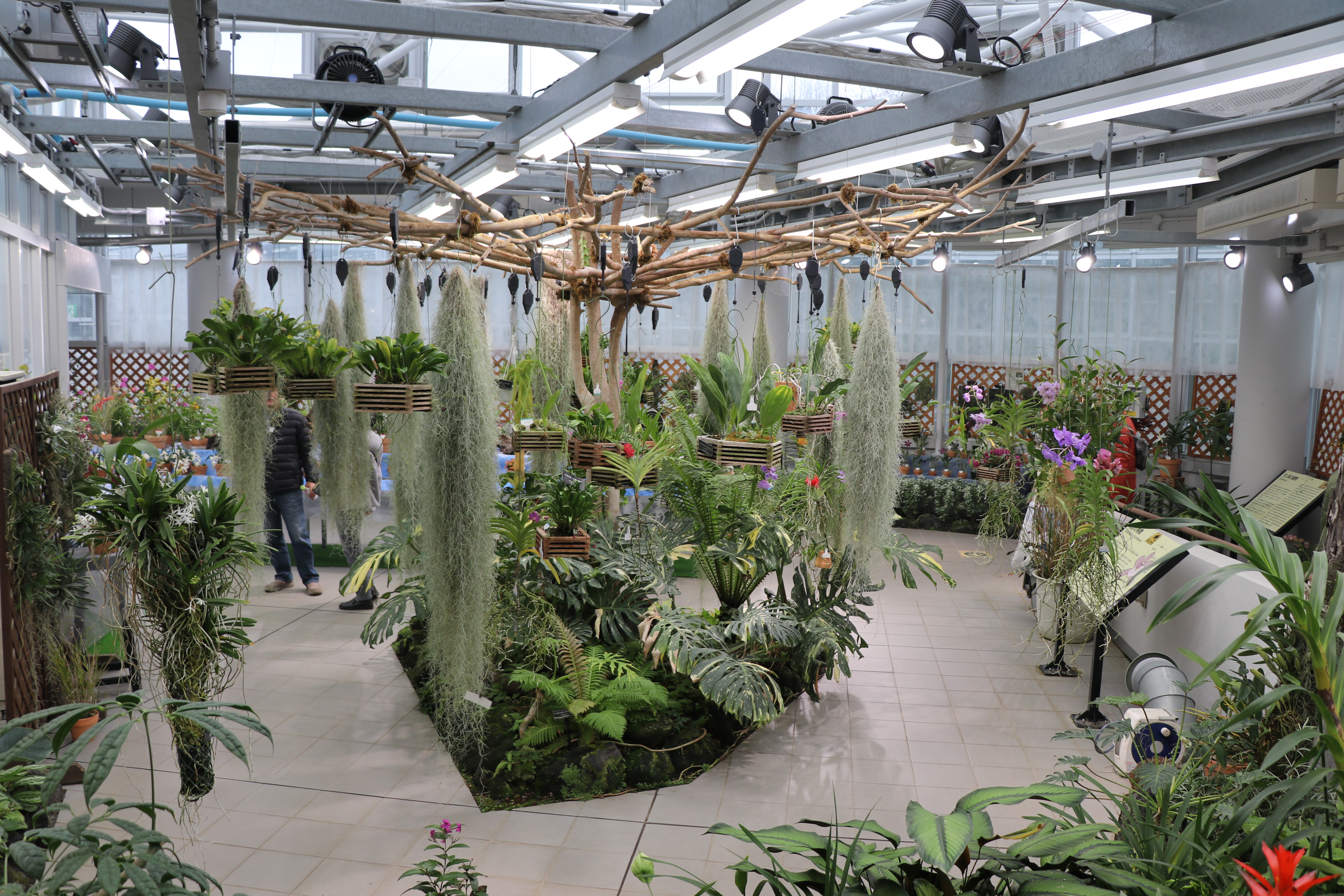
大温室のラン室（2020年1月12日撮影）
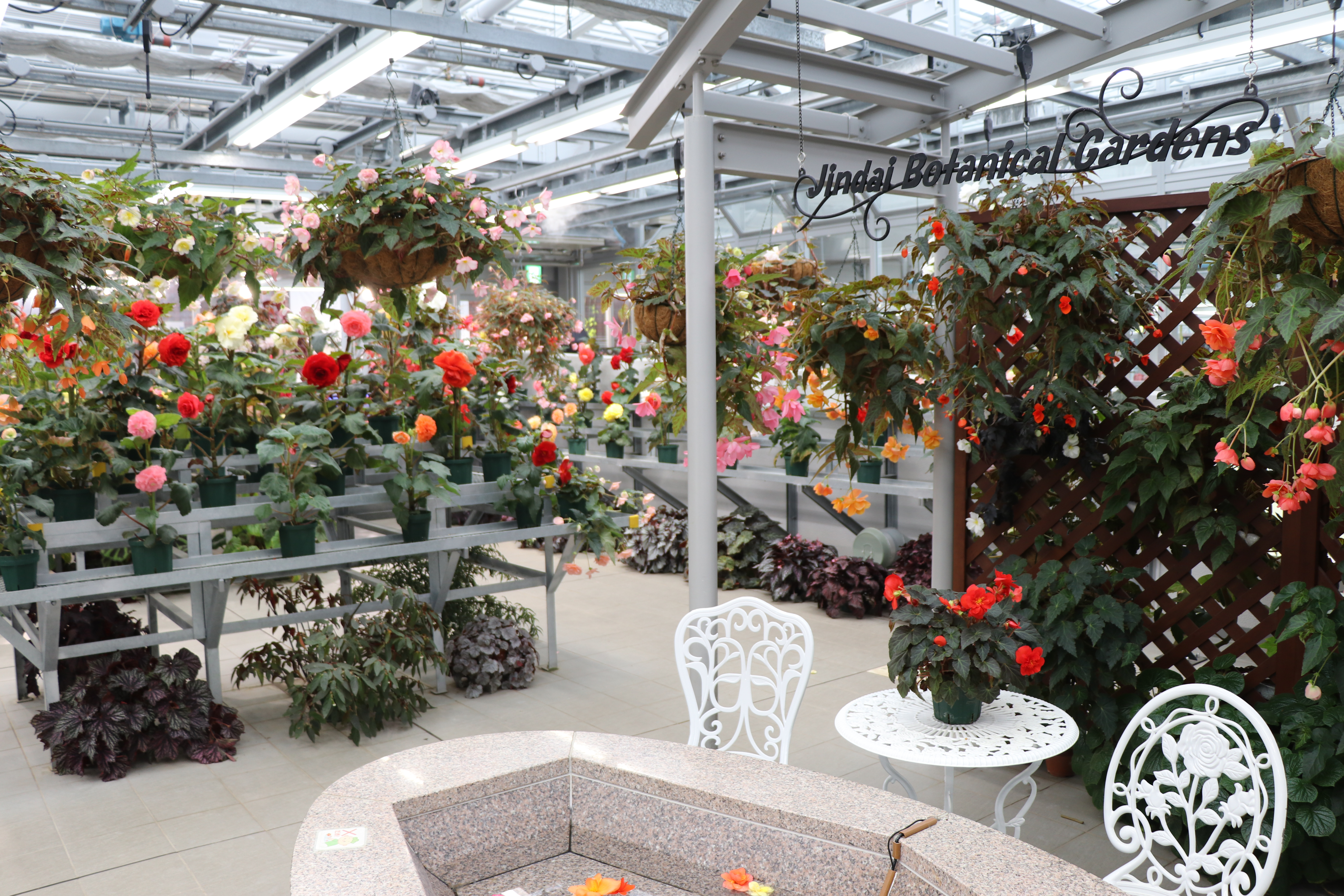
大温室のベゴニア室（2020年1月12日撮影）
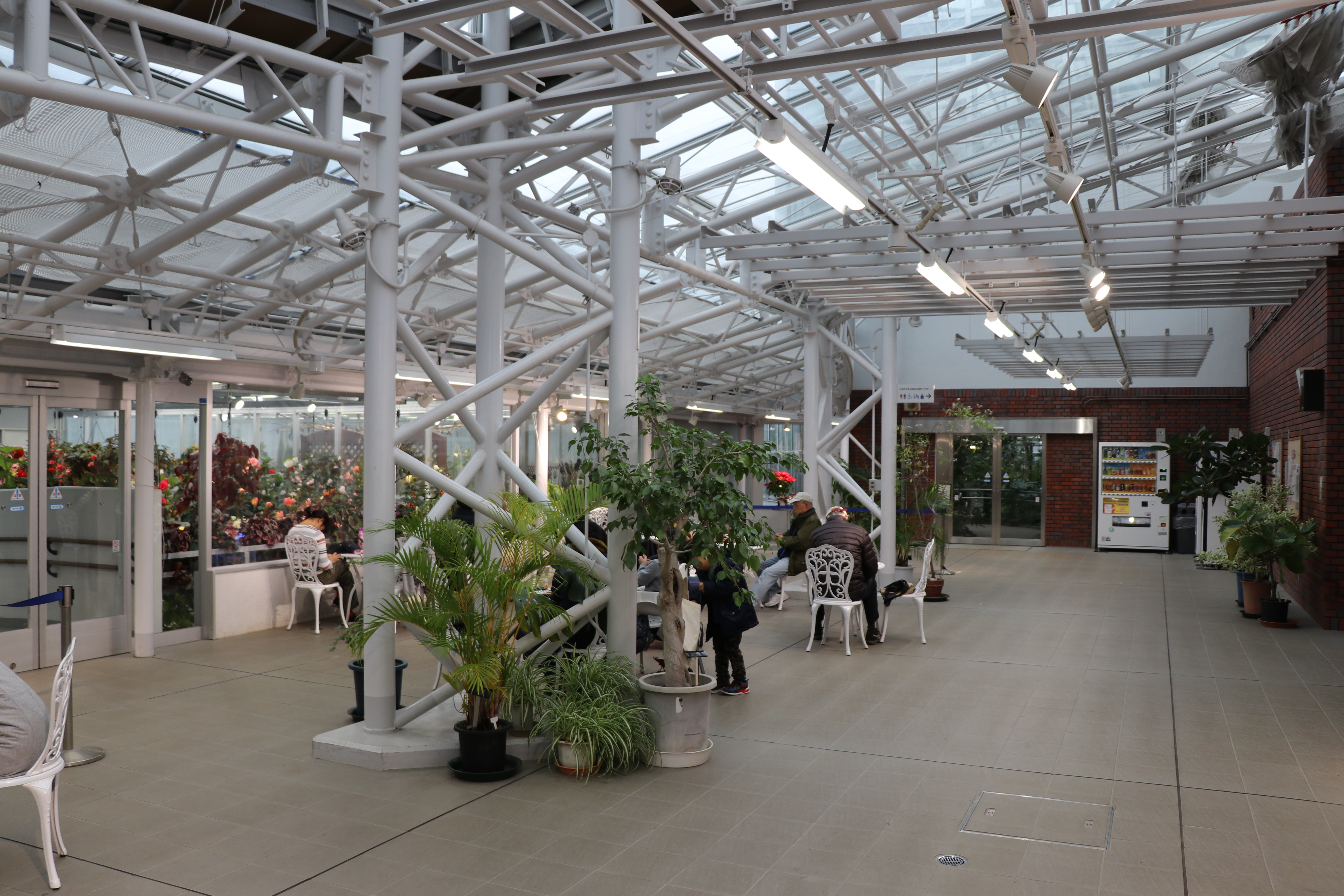
大温室の展示休憩室（2020年1月12日撮影）
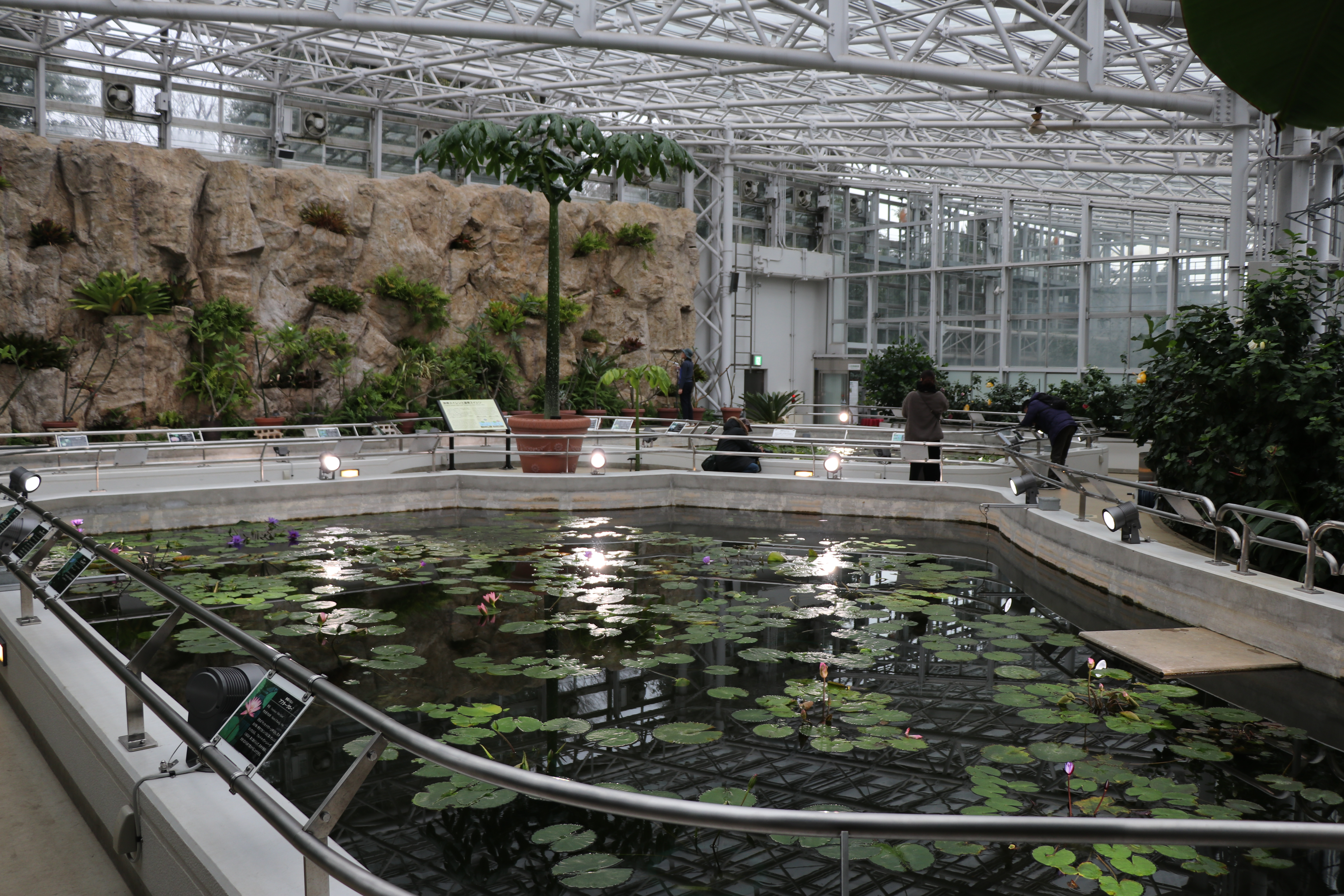
大温室の熱帯スイレン室（2020年1月12日撮影）
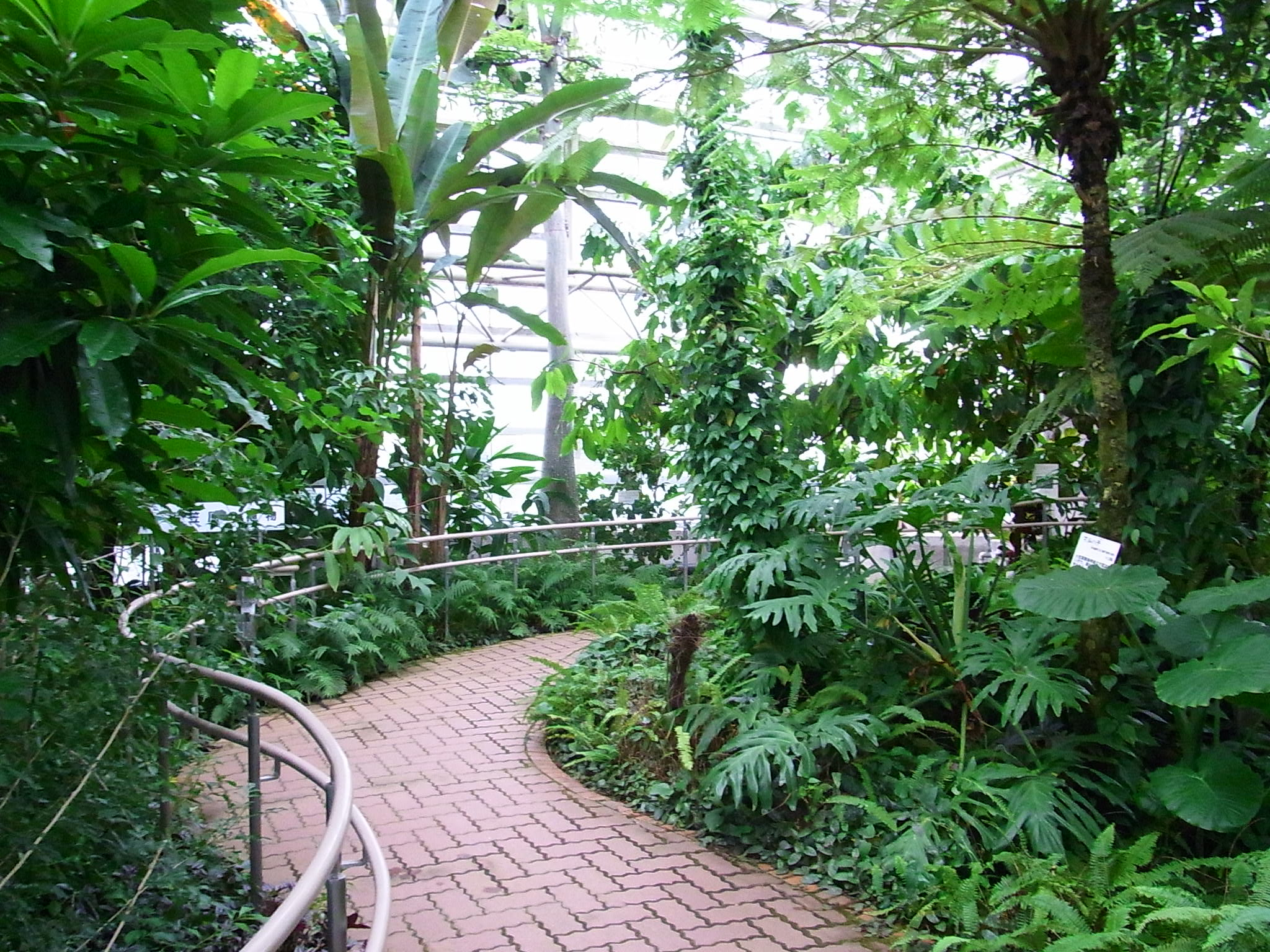
大温室内（2010年10月22日撮影）
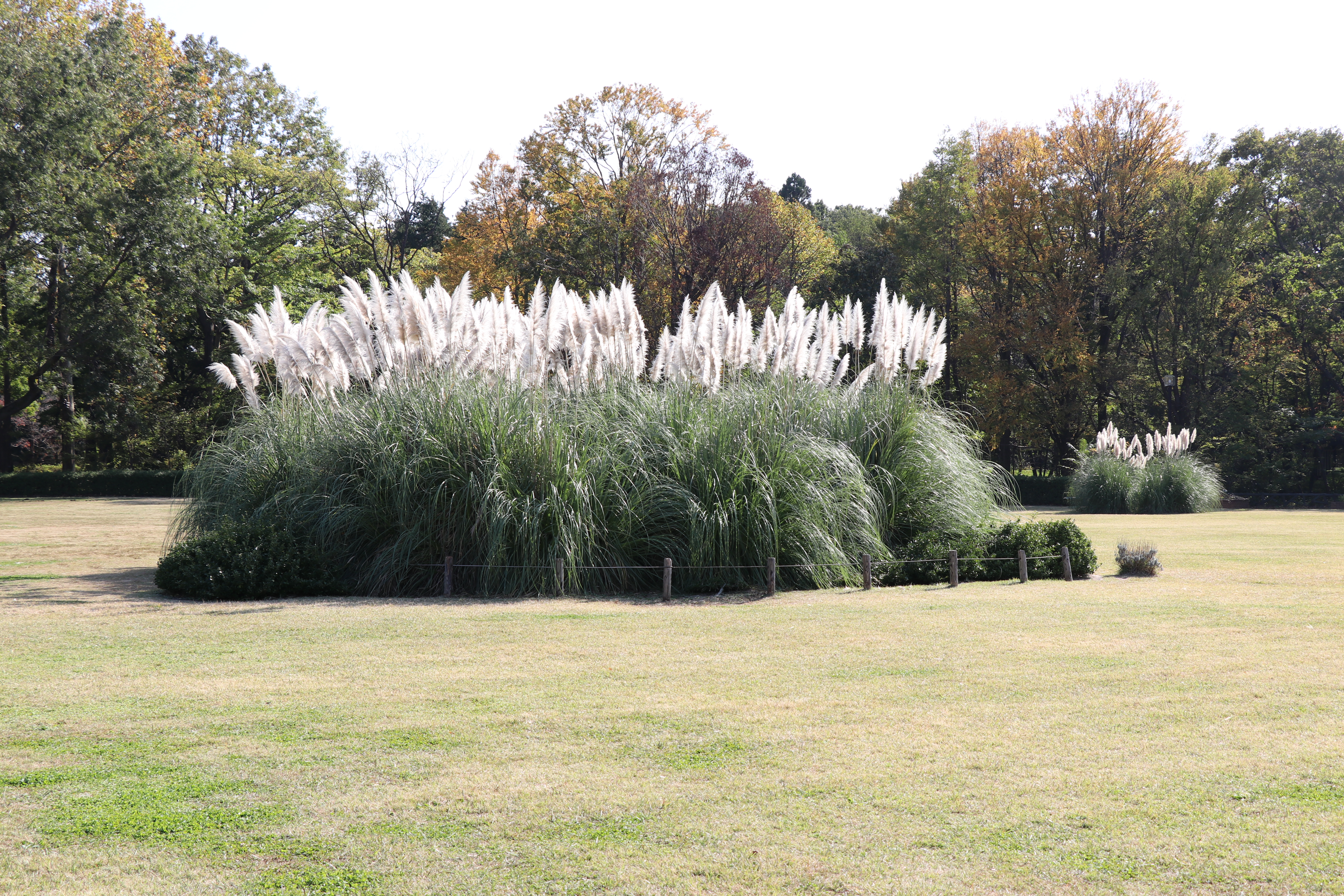
芝生広場にあるパンパスグラス（2019年11月9日撮影）[注釈 1]

## 運営・計画
- 2010年（平成22年）4月から、東京都公園協会が指定管理者として運営している[14][15][2]
- 2013年（平成25年）11月、植物園機能の充実、レクリエーション空間の創出、自然環境の保全と活用、防災機能の拡充、地域文化の活用の5つを方針とした整備計画が答申された[16]。
- 2022年（令和4年）9月、「公園別マネジメントプラン改定の視点と取組イメージ」に基き、「神代植物公園マネジメントプラン」も改定された[17]。
- 2025年（令和7年）3月、「パークマネジメントマスタープラン」に基き、「神代植物公園マネジメントプラン」も改定された[1]。

| 年度                   | 入園者数合計 | 本園         | 本園         | 植物多様性センター |
| 年度                   | 入園者数合計 | 有料入園者数 | 無料入園者数 | 無料入園者数       |
| ---------------------- | ------------ | ------------ | ------------ | ------------------ |
| 2001年度（平成13年度） | 820,996      | 381,137      | 439,859      |                    |
| 2002年度（平成14年度） | 650,770      | 510,807      | 139,963      |                    |
| 2003年度（平成15年度） | 756,240      | 491,638      | 264,602      |                    |
| 2004年度（平成16年度） | 703,848      | 483,876      | 219,972      |                    |
| 2005年度（平成17年度） | 718,075      | 484,987      | 233,088      |                    |
| 2006年度（平成18年度） | 697,778      | 462,729      | 235,049      |                    |
| 2007年度（平成19年度） | 726,272      | 472,377      | 253,895      |                    |
| 2008年度（平成20年度） | 665,293      | 416,033      | 249,260      |                    |
| 2009年度（平成21年度） | 708,426      | 432,681      | 275,745      |                    |
| 2010年度（平成22年度） | 802,341      | 475,965      | 326,376      |                    |
| 2011年度（平成23年度） | 735,472      | 402,335      | 333,137      |                    |
| 2012年度（平成24年度） | 695,149      | 430,265      | 264,884      |                    |
| 2013年度（平成25年度） | 625,734      | 350,401      | 275,333      |                    |
| 2014年度（平成26年度） | 723,879      | 499,537      | 224,342      |                    |
| 2015年度（平成27年度） | 703,791      | 486,441      | 217,350      |                    |
| 2016年度（平成28年度） | 685,368      | 493,723      | 191,645      |                    |
| 2017年度（平成29年度） | 676,491      | 478,510      | 197,981      |                    |
| 2018年度（平成30年度） | 649,633      | 459,223      | 190,410      |                    |
| 2019年度（平成31年度） | 646,139      | 466,003      | 180,136      |                    |
| 2020年度（令和2年度）  | 329,447      | 161,369      | 149,521      | 18,557             |
| 2021年度（令和3年度）  | 284,069      | 192,428      | 71,961       | 19,680             |
| 2022年度（令和4年度）  | 659,185      | 460,112      | 163,088      | 35,985             |
| 2023年度（令和5年度）  | 667,772      | 464,136      | 172,165      | 31,471             |
| 2024年度（令和6年度）  | 702,481      | 492,086      | 177,607      | 32,788             |